# Helsingfors Tidningar
Helsingfors Tidningar var den första enskilda tidningen i staden Helsingfors, och var länge Finlands ledande. 
Tidningen startades 1829 av G.O. Wasenius och upplevde sin glansperiod under Zacharias Topelius redaktörskap mellan åren 1841 och 1860. Helsingfors Tidningar utkom då två gånger i veckan och hade en starkt vitter prägel. Stilen var modern och ledig, skapad av Topelius. Det var här han skrev Fältskärns berättelser som följetongsroman. 
Under August Schaumans ledning utkom Helsingfors Tidningar sex dagar i veckan, och antog från 1864 en fennomansk ton. På grund av detta nedlades tidningen 1866 till följd av minskad spridning.